# Сардарский дворец
Сардарский дворец (арм. Երեւանի սարդարի պալատ, азерб. Sərdər Sarayı) — бывшая резиденция сердара — правителя Эриванского ханства. Была расположена в Эривани, в северо-восточной части Эриванской крепости, на левом берегу реки Раздан. 
Во время русско-персидской войны 1827 года крепость подверглась разрушению, а сам дворец пребывал в руинах за исключением личного павильона сардара. В 1914 году дворец был полностью разрушен. Позднее на месте дворца по проекту Р. Исраеляна было воздвигнуто здание винного завода «Арарат». 

## Легенды
Согласно народной легенде, записанной в начале XX века, Сардарский дворец был построен около 1600 года персидским богатырем Арусом, его сыновьями Зорабом и Фарамосом и дочерью, злой волшебницей, Лютерой.

## Интерьер дворца
Фасад Зеркального зала дворца был обращён к реке Занге (ныне — Раздан). Стены залы приходились вровень с высокой обрывистой стеной над берегом реки. Слева и справа высились насыпи, образовавшиеся от осыпавшихся глиняных стен Эриванской крепости.
Все стены дворца были покрыты изразцами с узорами и цветами. Простенки между изразцами занимала грубоватая малярная живопись. Помимо цветов здесь были изображены павлины, львы и солнце. Пол был из глазированного кирпича. Потолок был покрыт зеркалами. Зеркала также имелись в углублениях по стенами и между портретами.
По литературным данным известно, что стены зеркального зала дворца сардара были богато украшены орнаментальными и сюжетно-тематическими композициями. Между карнизом и потолком дворца были помещены сюжетные росписи, показывающие легендарные подвиги Рустама. На одной Рустам кинжалом поражает молодого воина, на другой — рвет свою одежду, узнав, что убил своего сына Зохраба; на третьей — стаскивает с лошади противника; на четвёртой — побеждает дива и ломает ему рога. По описанию очевидцев во дворце была изображена также «шуточная картина, представляющая старика, любезничающего с молодой девушкой, которая подает ему бокал вина».
В 1850-х гг. для реставрировавшегося дворца азербайджанский художник Мирза Кадым Эривани написал 4 больших (1 м × 2 м) портрета маслом. По существу, эти портреты, выполненные на холсте масляными красками, являлись первыми станковыми произведениями в азербайджанской живописи. Портреты были размещены во втором ярусе ниш большого зала дворца. При полном разрушении дворца в 1914 году эти портреты были сняты со стен и в настоящее время находятся в Государственном музее Грузии. Из воспоминаний родственников известно, что в комнате Мирза Кадыма имелись ещё четыре подобных портрета с изображением вооруженных воинов (предполагается, что это были оставшиеся у художника варианты портретов сардаров).
Портреты занимали доминирующее место в архитектурном убранстве интерьера дворца. Здесь были изображены портреты Фатали-шаха, его наследника Аббас Мирзы, сардара Гусейн-Кули и его брата. Судя по натурным зарисовкам русских художников В. Мошкова и Г. Гагарина, посетивших этот дворец в первой половине XIX века, и по описаниям других путешественников, указанные портреты отличались живостью и большим сходством, хотя в целом и они носили, как отмечают, декоративный, несколько условный характер. Всего больших портретов в Зеркальном зале дворца было восемь. Над некоторыми из них имелись надписи на азербайджанском языке.
Продолжением залы служила мраморная площадка. Пол был вымощен мрамором. Посередине был расположен мраморный фонтан. Во всю вышину площадки со стороны реки было расположено огромное деревянное окно, в которое была вставлена рама ажурной работы с разноцветными стёклами.
По бокам мраморной площадки имелись две небольшие комнаты, двери которых выходили в Зеркальный зал. Потолки и стены этих комнат были пёстро украшены простой живописью. Задняя сторона Зеркального зала, выходившая во двор, была вся в мелких рамах и застеклена. До ремонта 1850-х вся эта сторона была в таких же рамах с прихотливыми узорами и разноцветными стёклами, как и на мраморной площадке. Но во время ремонта остатки этих рам были уничтожены, и вместо них были вставлены обыкновенные рамы, окрашенные красной краской. Во время ремонта зал был покрыт железной крышей, окрашенной также красной краской, а также был уничтожен мраморный бассейн, располагавшийся во дворе перед залой.
Во времена Сардаров вся задняя сторона Зеркального зала была завешана большой «золотой занавесью», которую отдёргивали восемь человек. К началу XX века были сохранены карниз с железными блоками этой занавеси.
Архитектура дворца была стилистически связана с архитектурой дворца шекинских ханов и позднесефевидскими садовопарковыми павильонами.
В 1827 году в одной из комнат дворца, Александр Грибоедов принял участие в постановке своей комедии «Горе от ума» в исполнении офицеров русской армии. В 1864 году, после перенесения резиденции губернатора из дворца Сардаров в центр Эривани, крепость была упразднена, её стены и здания, в т.ч. и дворец, постепенно разрушались. Старое сооружение оказывалось без присмотра и местное население растаскивало его по кусочкам . В начале XX века дворец находился в ведении военного инженера Александропольской дистанции, однако это не привело к сохранности дворца. На территории дворца жил сторож, смотревший за Зеркальным залом и раз в год протиравший портреты керосином во избежание порчи. Согласно опубликованным запискам путешествующего в 1902 году по Кавказу Александра Кольчинского, во время ремонта Зеркальной залы оригинальные элементы интерьера были заменены на современные, зала была покрыта железной крышей и покрашена красной краской, уничтожен бассейн. Стены дворца "пестрели всевозможными именами, фамилиями и непристойными надписями". В 1914 году дворец был полностью разрушен.
В Национальной галерее Грузии хранятся предметы каджарского периода из Дворца сардаров, относящиеся к Эриванскому ханству. Среди них имеются предметы быта, картины, а также мраморные плиты, являвшиеся частью декора дворцового комплекса. В 2019 году эти предметы были отреставрированы и впервые выставлены в Баку, в Культурном центре Гейдара Алиева.
Во время опустения дворец был покрыт надписями, которые оставляли путешественники и туристы. Одна из надписей представляла собой некое стихотворение, оставленное 20 марта 1895 года, по словам сторожа, некой барыней, которая ехала из Персии:
Так вот он, памятник минувшего величия

Зеркальный пестрый зал, судилище людей.

Теперь блуждаете вы в области теней,

А много лет назад здесь громко раздавались

Могучий голос ваш и песня юных жен.

Волшебно на стенах зеркальных отражались

Огни зажжённые, как бы со всех сторон,

А мраморный фонтан струёй холодной рвался,

Каскадом падал, дробился серебром.

Журча таинственно, он пышно рассыпался,

Сверкая радужно — чарующим огнем…

Теперь здесь мертво все, не слышен говор громкий,

Не льется дивный ключ живительной струёй.

Сомкнула смерть уста неслышно песни звонкой,

И веет во дворце могильной тишиной.

Портреты грозные давно веков минувших,

Со стен разрушенных задумчиво глядят.

Лишь в полночь тени их, как тени нимф воздушных

По плитам мраморным, безмолвным

Уныло…раздается…

Сардара гордый дворец, как статуя стоит

Холодной мраморной…

На Зангу быстру…

Она по-прежнему широкой лентой вьётся

Сверкает, как змея сребристой чешуей,

И вечно юная, игривая, несется

В страну далекую блестящею волной.

А он, Сардар, великий сын ислама,

Он — эриванский царь, он грозный бич людей,

Теперь безгласный дух жилищ, могил без славы

Блуждающая тень в безмолвии ночей.

## Примечание
1. ↑  Erevan — статья из Encyclopædia Iranica. Erich Kettenhofen, George A. Bournoutian and Robert H. Hewsen
2. 1 2 3  Н. Миклашевская. Художники XIX века Мирза Кадым Эривани и Мир Мохсун Навваб. — Искусство Азербайджана. — Баку: Издательство Академии наук Азербайджанской ССР, 1954. — Т. IV. — С. 88. В 1914 году при полном разрушении дворца эти портреты были сняты со стен и в настоящее время находятся в Государственном музее Грузинской ССР.
3. 1 2  Р. Г. Ананикян. Ереван: Путеводитель. — Прогресс, 1982. — С. 35. — 95 с. Архивировано 16 апреля 2012 года.
4. 1 2 3 4 5 6 7 8 9  Александр Кольчицкий. Зеркальный зал в Сардарском дворце, в гор. Эривани // Весь Кавказ : Иллюстрированный справочно-литературный сборник, посвященный детальному и всестороннему изучению Кавказского края во всех отношениях. Исторический отдел. — 1903. — № 1. — С. 7-9.
5. ↑  Л. С. Бретаницкий (архитектура), Ю. А. Казиев, К. Д. Керимов (изобразительное и декоративно-прикладное искусство). Искусство Азербайджана  / Под ред. Б. В. Веймарна. — История искусства народов СССР: в 9 томах: Изобразительное искусство, 1979. — Т. 5. — С. 361. Оригинальный текст (рус.)По литературным данным известно, что стены зеркального зала дворца сардара в Ереване и зала тебризского Бегляр-бея были богато украшены орнаментальными и сюжетно-тематическими композициями. Между карнизом и потолком дворца сардара были помещены сюжетные росписи, показывающие легендарные подвиги рыцаря Рустама. На одной из них богатырь Рустам кинжалом поражает молодого воина, на другой — рвет свою одежду, узнав, что по ошибке убил своего сына Зохраба; на третьей — стаскивает с лошади противника; на четвёртой — побеждает дива и ломает ему рога. По описанию очевидцев здесь была изображена также «шуточная картина, представляющая старика, любезничающего с молодой девушкой, которая подает ему бокал вина».
6. ↑  Эривани  / Под ред. Б. В. Иогансона. — Искусство стран и народов мира (краткая художественная энциклопедия): Советская энциклопедия, 1962. — С. 61. Оригинальный текст (рус.)Эривани, Мирза Кадым Мамед-Гусейн оглы [1825, Эривань (Ереван) — 1875, там же] — художник-орнаменталист и портретист, основоположник аз. станковой живописи. Работал в Эривани. Специального художественного образования не получил. Создавал рисунки трафареты для вышивки, росписи, ювелирных изделий и др. В 1850-х гг. написал 4 больших (1 м X 2 м) портрета маслом для реставрировавшегося дворца сардаров в Эривани. Произв.: «Танцовщицы» (живопись на стекле), портреты Фатали-шаха, молодого человека, сидящей женщины (темпера), Аббасы Мирзы (рис. тушью), «Мулла» — все в Аз. м. иск-в, Баку: портрет Мах Талят (М. иск-в Груз. ССР, Тбилиси), «Цветы с птицами» (лаковая живопись) и портрет-миниатюра (ГЭ).
7. 1 2  Н. Миклашевская. Художники XIX века Мирза Кадым Эривани и Мир Мохсун Навваб. — Искусство Азербайджана. — Баку: Издательство Академии наук Азербайджанской ССР, 1954. — Т. IV. — С. 84-108.
8. ↑  Л. С. Бретаницкий (архитектура), Ю. А. Казиев, К. Д. Керимов (изобразительное и декоративно-прикладное искусство). Искусство Азербайджана  / Под ред. Б. В. Веймарна. — История искусства народов СССР: в 9 томах: Изобразительное искусство, 1979. — Т. 5. — С. 363. Оригинальный текст (рус.)Среди стенных росписей этого времени особенный художественный интерес представляют портретные образы и сюжетно-тематические композиции с изображением человека. Портреты занимали доминирующее место в архитектурном убранстве интерьера дворца сардара, где были изображены портреты Фатали-шаха, его наследника Аббас Мирзы, сардара Гусейн-Кули и его брата. Судя по натурным зарисовкам русских художников В. Мошкова и Г. Гагарина, посетивших этот дворец в первой половине XIX века, и по описаниям других путешественников, указанные портреты отличались живостью и большим сходством, хотя в целом и они носят декоративный, несколько условный характер.
9. ↑  Александр Кольчицкий. Зеркальный зал в Сардарском дворце, в гор. Эривани // Весь Кавказ : Иллюстрированный справочно-литературный сборник, посвященный детальному и всестороннему изучению Кавказского края во всех отношениях. Исторический отдел. — 1903. — № 1. — С. 7-9.Портреты эти довольно хорошо написаны. Над некоторыми портретами есть надписи на татарском языке. Фасад занимает самая красивейшая часть залы — мраморная площадка.
10. ↑  Л. С. Бретаницкий, Б. В. Веймарн. Искусство Азербайджана IV—XVIII веков. — М.: Искусство, 1976.
11. ↑  Авторы	Вараздат Мартиросович Арутюнян, Мурад Маргарович Астратян, Арсен Арутушевич Меликян "Ереван" // Стройздат, 1968
12. ↑  А. С. Щенков. Памятники архитектуры в дореволюционной России: очерки истории архитектурной реставрации, Терра-Книжный клуб, 2002. Стр. 357
13. ↑  Sarıyeva İ. İrəvanın məşhur Sərdar Sarayının eksponatları Tiflisdə harada saxlanır? (азерб.) // Bakı Xəbər. — 2019. — 15 iyul. Архивировано 10 ноября 2019 года.